# Jean-Marie Pfaff
Jean-Marie Pfaff (ur. 4 grudnia 1953 w Lebbeke) – belgijski piłkarz, grający na pozycji bramkarza, reprezentant kraju.

## Kariera piłkarska
Jean-Marie Pfaff karierę rozpoczął w juniorach Eendracht Aalst. W 1965 roku przeszedł do juniorów KSK Beveren, gdzie w 1973 roku podpisał profesjonalny kontrakt. Z tym klubem zdobył mistrzostwo kraju w sezonie 1978/1979 oraz Puchar Belgii w sezonie 1977/1978, a także w tym samym roku zdobył nagrodę Belgijskiego Złotego Buta. W klubie występował do 1982 roku, rozgrywając w Eerste klasse 276 meczów.
W 1982 roku został zawodnikiem Bayernu Monachium, z którym trzykrotnie wygrał Bundesligę (1985, 1986, 1987) oraz dwukrotnie sięgnął po Puchar Niemiec (1984, 1986). W 1987 roku został wybrany najlepszym bramkarzem świata. Łącznie w Bundeslidze rozegrał 156 meczów.
W 1988 roku wrócił do ojczyzny i przeniósł się do Lierse SK, a potem grał w tureckim Trabzonsporze, gdzie w 1990 roku zakończył karierę.
Jean-Marie Pfaff został uznany za jednego ze 100 najlepszych żyjących piłkarzy FIFA w 2004 roku.

### Kariera reprezentacyjna
Jean-Marie Pfaff w reprezentacji Belgii zadebiutował 22 maja 1976 roku na stadionie Heysel w Brukseli w przegranym 1:2 meczu eliminacyjnym Euro 1976 z reprezentacją Holandii. Grał z reprezentacją na mundialu 1982 w Hiszpanii oraz mundialu 1986 w Meksyku (4. miejsce), a także na Euro 1980 (wicemistrzostwo) i Euro 1984.
Ostatni mecz w reprezentacji Belgii rozegrał 23 września 1987 roku na Stadionie Narodowym im. Wasyla Lewskiego w Sofii w przegranym 2:0 meczu eliminacyjnym Euro 1988 z reprezentacją Bułgarii. Łącznie w reprezentacji Belgii rozegrał 64 mecze.

## Kariera trenerska
Jean-Marie Pfaff w latach 1998–1999 trenował KV Oostende.

## Statystyki

### Klubowe
| Klub               | Sezon              | Ligi krajowe | Ligi krajowe | Puchary krajowe | Puchary krajowe | Europa | Europa | Inne  | Inne | Suma  | Suma |
| Klub               | Sezon              | Mecze        | Gole         | Mecze           | Gole            | Mecze  | Gole   | Mecze | Gole | Mecze | Gole |
| ------------------ | ------------------ | ------------ | ------------ | --------------- | --------------- | ------ | ------ | ----- | ---- | ----- | ---- |
| KSK Beveren        | 1973/1974          | 27           | 0            |                 |                 |        |        |       |      |       |      |
| KSK Beveren        | 1974/1975          | 32           | 0            |                 |                 |        |        |       |      |       |      |
| KSK Beveren        | 1975/1976          | 36           | 0            |                 |                 |        |        |       |      |       |      |
| KSK Beveren        | 1976/1977          | 33           | 0            |                 |                 |        |        |       |      |       |      |
| KSK Beveren        | 1977/1978          | 34           | 0            |                 |                 |        |        |       |      |       |      |
| KSK Beveren        | 1978/1979          | 34           | 0            |                 |                 |        |        |       |      |       |      |
| KSK Beveren        | 1979/1980          | 33           | 0            |                 |                 |        |        |       |      |       |      |
| KSK Beveren        | 1980/1981          | 22           | 0            |                 |                 |        |        |       |      |       |      |
| KSK Beveren        | 1981/1982          | 25           | 0            |                 |                 |        |        |       |      |       |      |
| KSK Beveren        | Łącznie            | 276          | 0            |                 |                 |        |        |       |      |       |      |
| Bayern Monachium   | 1982/1983          | 27           | 0            |                 |                 |        |        |       |      |       |      |
| Bayern Monachium   | 1983/1984          | 32           | 0            |                 |                 |        |        |       |      |       |      |
| Bayern Monachium   | 1984/1985          | 14           | 0            |                 |                 |        |        |       |      |       |      |
| Bayern Monachium   | 1985/1986          | 24           | 0            |                 |                 |        |        |       |      |       |      |
| Bayern Monachium   | 1986/1987          | 34           | 0            |                 |                 |        |        |       |      |       |      |
| Bayern Monachium   | 1987/1988          | 25           | 0            |                 |                 |        |        |       |      |       |      |
| Bayern Monachium   | Łącznie            | 156          | 0            |                 |                 |        |        |       |      |       |      |
| SK Lierse          | 1988/1989          | 23           | 0            |                 |                 |        |        |       |      |       |      |
| SK Lierse          | Łącznie            | 23           | 0            |                 |                 |        |        |       |      |       |      |
| Trabzonspor        | 1989/1990          | 22           | 0            |                 |                 |        |        |       |      |       |      |
| Trabzonspor        | Łącznie            | 22           | 0            |                 |                 |        |        |       |      |       |      |
| Łącznie w karierze | Łącznie w karierze | 477          | 0            |                 |                 |        |        |       |      |       |      |

### Reprezentacyjne
| Reprezentacja narodowa | Rok     | Występy | Gole |
| ---------------------- | ------- | ------- | ---- |
| Belgia                 |         |         |      |
| 1976                   | 10      | 0       |      |
| 1977                   | 4       | 0       |      |
| 1978                   | 5       | 0       |      |
| 1979                   | 3       | 0       |      |
| 1980                   | 8       | 0       |      |
| 1981                   | 4       | 0       |      |
| 1982                   | 9       | 0       |      |
| 1983                   | 4       | 0       |      |
| 1984                   | 8       | 0       |      |
| 1985                   | 4       | 0       |      |
| 1986                   | 10      | 0       |      |
| 1987                   | 4       | 0       |      |
| Łącznie                | Łącznie | 64      | 0    |

## Sukcesy piłkarskie

### Beveren
- Mistrzostwo Belgii: 1979
- Puchar Belgii: 1978

### Bayern Monachium
- Mistrzostwo Niemiec: 1985, 1986, 1987
- Puchar Niemiec: 1984, 1986

### Reprezentacja
- Wicemistrz Europy: 1980

### Indywidualne
- Belgijski Złoty But: 1978
- Bramkarz Roku na świecie: 1987

## Życie prywatne
Jean-Marie Pfaff mieszka w willowej miejscowości Brasschaat pod Anwerpią. Ma żonę Carmen (ur. 24 marca 1956), z którą wziął ślub 27 czerwca 1974 roku oraz trzy córki: Debby (ur. 30 maja 1975), Kelly (ur. 26 lipca 1977) i Lindsey (ur. 4 października 1978) oraz sześcioro wnucząt.
Jego dom jest pod stałą obserwacją kamer wideo. Obraz z domu Pfaffów, reality show zatytułowany "De Pfaffs" codziennie ogląda ok. 2,5 miliona mieszkańców Belgii i Holandii. Pfaffowie zajmują się również produkcją i sprzedażą win. Gospodynią w domu Pfaffów jest Polka, Halina Żukowska.